# Стрессовый перелом
Стрессовый перелом (усталостный перелом, маршевая стопа) — перелом кости вызванный усталостным разрушением из-за повторяющейся нагрузки. В отличие от перелома, вызванного одним сильным ударом, стрессовые переломы — результат накопившихся микротравм от циклических нагрузок ниже максимальной, например, при беге или прыжках. Ввиду особенности механизма возникновения усталостный перелом можно отнести к типичным травмам вызванным перегрузкой и перетренированностью.
Для усталостного перелома характерны весьма малые осколки кости и микротрещины. Чаще всего данный вид перелома возникает в несущих костях, такой как берцовая кость, плюсневые и ладьевидные кости, иными словами в костях голени и стопы. Менее распространен усталостный перелом бедра, таза и крестца.

## Симптомы
Усталостные переломы чаще всего проявляются болью в несущих костях, которая усиливается во время физической активности и упражнений. Боль обычно утихает во время отдыха либо может сохраняться при более существенной травме кости. Типично боль локализована на кости либо рядом с костью с характерным общим отеком данной области. Постукивание и пальпирование кости может вызывать симптомы.

## Причины
Кости постоянно пытаются самовосстанавливаться и перестраиваться, особенно под влиянием видов спорта, для которых характерен высокий уровень нагрузки на кости. Под действием постоянного стресса кость со временем может исчерпать ресурсы для восстановления, и в слабом месте произойдет усталостный перелом. Данный перелом не появляется внезапно. Он возникает при повторяющихся травмах, которые не способны причинить обычный частичный или полный перелом кости, но которые не позволяют остеобластам перестроить кость и сохранить её целостность.
Усталостный перелом обычно случается с людьми, которые типично ведут сидячий образ жизни, и неожиданно совершили серию тренировок, к которым кости оказались не привычны. Также этот перелом может случиться у атлетов, которые существенно превысили типичный для себя объём тренировок, например, в беге или прыжках. Стрессовый перелом — известная травма солдат при марш-бросках на длинные расстояния.
Мышечная усталость также играет важную роль в возникновении стрессовых переломов. Например, у бегуна каждый шаг вызывает значительные перегрузки в разных точках ноги. Каждый удар об опору — быстрое ускорение и перенос энергии — должен быть поглощен. Мышцы и кости поглощают энергию ударов. Однако мышцы, особенно мышцы голени, утомляются при беге на длинные дистанции и теряют эластичность, а с ней и способность гасить энергию ударов. Соответственно, на кости ложится большая нагрузка, что увеличивает риск переломов.
Прежние недавние усталостные переломы являются дополнительным фактором повторного усталостного перелома.

## Диагностика
Рентгеноскопическое исследование обычно не выявляет усталостный перелом сразу, однако по истечении нескольких недель после возникновения боли на рентгенограмме можно заметить перестройку кости. Наиболее эффективными инструментами диагностики на раннем этапе являются сканирование при помощи компьютерной томографии, магнито-резонансной томографии.

## Профилактика
Одним из способов профилактики усталостных переломов является увеличение нагрузки. Несмотря на кажущееся противоречие, умеренная нагрузка на кости при должном контроле укрепляет кости и предотвращает стрессовый перелом. Простым правилом может стать плавное увеличение нагрузки, например, для бегуна рекомендуется увеличивать дистанцию примерно на 10 % в неделю. Это позволяет костям своевременно адаптироваться к нагрузке.
Укрепляющие упражнения также помогают развить мышцы ног. Укрепление мышц защищает их от быстрого утомления и позволяет поглощать удары при беге в течение более продолжительных периодов. Ключевые мышцы при этом — икроножная и передняя большеберцовая мышцы. Бегуны часто получают перетренировочные травмы или травмы от повторяющейся нагрузки. К таким травмам относятся усталостный перелом, тендинит, разрыв мениска, синдром подвздошно-берцового тракта, и обострение существующего артрита. Усталостные переломы, при условии невыявления и недостаточного лечения, могут развиться в полный перелом кости.
В зависимости от сочетания факторов, в том числе веса бегуна, мягкости обуви, жесткости поверхности, бегуны должны заменять свою беговую обувь каждые 500-1000 км для полноценной амортизации ног. Смена беговых поверхностей также может помочь предотвратить усталостные переломы. Однако также существует мнение, что выбор слишком хорошо амортизирующей обуви может приводить к большему стрессу, из-за того, что при беге уменьшается использование естественной амортизации тела, что приводит к более частым беговым травмам.
Во время тренировочного периода для укрепления костей необходимо увеличивать потребление витамина D и кальция с учетом индивидуальных особенностей. Также необходимо следить за диетой в целом, для исключения развития остеопороза.

## Лечение
Отдых — единственный способ полноценного лечения усталостного перелома. Продолжительность восстановления варьируется в зависимости от места перелома, его характера, а также индивидуальной способности тела к восстановлению и соблюдаемой диеты. Восстановительный период при условии соблюдения полного покоя и ношении гипса или фиксирующего ботинка типично занимает в среднем 4-8 недель. Для более серьёзных переломов он может занимать до 12-16 недель. После периода покоя двигательная активность может быть постепенно возобновлена, до появления боли. Несмотря на то, что по ощущениям кость может казаться здоровой, процесс перестройки может занять многие месяцы после того как лечение окончено, в этот период сохраняется высокий риск повторного перелома кости. Двигательная активность связанная с бегом или видами спорта вызывающими дополнительную нагрузку на кость должна возобновляться постепенно. Основное правило при этом — не увеличивать объём тренировок более чем на 10 % от недели к неделе.
Реабилитация типично включает упражнения на укрепления мышц с целью перераспределения сил действующих на кости. Ношение бандажа или фиксирующих жестких пластиковых ортезов (например, фиксирующего ботинка) может дополнительно помочь снять нагрузку с усталостного перелома. При сильных усталостных переломах ноги или ступни для снижения нагрузки на кость используют костыли.
При серьёзных усталостных переломах для надлежащего лечения может понадобиться хирургическое вмешательство. Процедура может включать закрепление костей, и в этом случае реабилитация может занять до 6 месяцев.

## Эпидемиология
По статистике в США регистрируется от 5 до 30 % усталостных переломов из общего числа переломов среди атлетов и солдат. Вероятность перелома повышается с возрастом в связи с возрастным уменьшением плотности костей. Тем не менее дети также подвержены риску в связи с тем, что их кости ещё не достигли максимальной плотности и прочности. Дополнительные факторы риска — несбалансированная диета и остеопороз. Также у женщин в связи с гормональными изменениями возможно развитие остеопороза, который в свою очередь повышает риск усталостных переломов.